# Living on My Own
Living on My Own is een nummer van Freddie Mercury en staat op het album Mr. Bad Guy.
Het werd oorspronkelijk in 1985 uitgebracht als single in Mercury's thuisland het Verenigd Koninkrijk, daar bereikte de plaat de 50e positie in de UK Singles Chart als hoogste hitnotering. Ook in de rest van Europa had de plaat toen weinig succes. 
In 1993, bijna 2 jaar na Mercury's overlijden werd de No More Brothers-remix van de plaat uitgebracht, die wél veel succes had. In Nederland was de plaat in week 30 van 1993 Alarmschijf op Radio 538 en werd ook veel gedraaid op Radio 3. De plaat stond vijf weken genoteerd op de 2e positie van zowel de Nederlandse Top 40 als de destijds nieuwe publieke hitlijst op Radio 3, de Mega Top 50.
In België bereikte de plaat eveneens de 2e positie in de Vlaamse Ultratop 50. In de Vlaamse Radio 2 Top 30 werd de nummer 1-positie bereikt.
In thuisland het Verenigd Koninkrijk werd de plaat een nummer 1-hit, en was het de enige keer dat Mercury zonder de andere bandleden van Queen op de eerste positie van de UK Singles Chart stond. Ook in de rest van Europa werd het een grote danshit, maar kreeg ook veel kritiek van de Queen-fans.
De videoclip van Living on My Own bestaat uit beelden van Mercury's 39ste verjaardag in München.
Utada Hikaru (een J-Pop artiest) heeft een cover gemaakt van het nummer. Ze heeft gezegd dat Mercury een van haar grote inspiratiebronnen is.
In 1993 komt 'Living on my own' in de handen van de Belgische house/club dj Serge Ramaekers. Ramaekers kreeg de vraag van de Engelse Brothers-organisation om een typische house-remix van het nummer te maken. België had een goede naam op dat gebied. Ramaekers bewerkte het nummer tot de gekende "No More Brothers-remix". Alle dansvloeren werden hiermee gevuld. Gevolg: een nummer 1 in vrijwel geheel Europa.
Deze versie van 'Living on my own' leverde Freddie Mercury zijn eerste solo nummer 1-hit op.

## Hitnotering

### Mega Top 50
| Living On My Own in de Mega top 50 - binnen: 7 augustus 1993 | Living On My Own in de Mega top 50 - binnen: 7 augustus 1993 | Living On My Own in de Mega top 50 - binnen: 7 augustus 1993 | Living On My Own in de Mega top 50 - binnen: 7 augustus 1993 | Living On My Own in de Mega top 50 - binnen: 7 augustus 1993 | Living On My Own in de Mega top 50 - binnen: 7 augustus 1993 | Living On My Own in de Mega top 50 - binnen: 7 augustus 1993 | Living On My Own in de Mega top 50 - binnen: 7 augustus 1993 | Living On My Own in de Mega top 50 - binnen: 7 augustus 1993 | Living On My Own in de Mega top 50 - binnen: 7 augustus 1993 | Living On My Own in de Mega top 50 - binnen: 7 augustus 1993 | Living On My Own in de Mega top 50 - binnen: 7 augustus 1993 | Living On My Own in de Mega top 50 - binnen: 7 augustus 1993 | Living On My Own in de Mega top 50 - binnen: 7 augustus 1993 | Living On My Own in de Mega top 50 - binnen: 7 augustus 1993 | Living On My Own in de Mega top 50 - binnen: 7 augustus 1993 | Living On My Own in de Mega top 50 - binnen: 7 augustus 1993 |
| Week                                                         | 1                                                            | 2                                                            | 3                                                            | 4                                                            | 5                                                            | 6                                                            | 7                                                            | 8                                                            | 9                                                            | 10                                                           | 11                                                           | 12                                                           | 13                                                           | 14                                                           | 15                                                           |                                                              |
| ------------------------------------------------------------ | ------------------------------------------------------------ | ------------------------------------------------------------ | ------------------------------------------------------------ | ------------------------------------------------------------ | ------------------------------------------------------------ | ------------------------------------------------------------ | ------------------------------------------------------------ | ------------------------------------------------------------ | ------------------------------------------------------------ | ------------------------------------------------------------ | ------------------------------------------------------------ | ------------------------------------------------------------ | ------------------------------------------------------------ | ------------------------------------------------------------ | ------------------------------------------------------------ | ------------------------------------------------------------ |
| Nummer                                                       | 29                                                           | 12                                                           | 4                                                            | 2                                                            | 2                                                            | 2                                                            | 2                                                            | 2                                                            | 3                                                            | 5                                                            | 7                                                            | 14                                                           | 17                                                           | 25                                                           | 36                                                           | uit                                                          |

### NPO Radio 2 Top 2000
Living on My Own stond alleen in 2018 in de NPO Radio 2 Top 2000, op plek 1676.